# 美洲豹
美洲豹（學名：Panthera onca），又稱美洲虎，在南美也被称为斑点豹，属于猫科，也是美洲当地现存唯一一种豹属动物。美洲豹的分布，从美国西南部和墨西哥向南延伸，经过中美洲的许多地区，到达巴拉圭和阿根廷北部。尽管美国西部目前仍生活着零星的美洲豹，但自20世纪早期开始，它们中的大多数就已从美国消失。美洲豹在《自然保护联盟濒危物种红色名录》中被列为“近危物种”，其数量正在减少。面临的威胁有：栖息地的丧失和细碎化。
美洲豹是美洲最大的猫科动物，体型仅次于老虎、狮子，位列第三。这种带斑点的猫科动物和花豹非常相似，但往往更大、更结实。它们栖居在各种各样的森林和开阔地带，但更偏爱热带、亚热带潮湿的阔叶林、沼泽和林地。美洲豹酷爱游泳，大多数时候喜欢独居、属于尾随伏击猎物的机会型捕食者，位于食物链顶端。作为基石物种，在稳定生态系统、控制猎物数量方面起着重要作用。
美洲豹咬力异常强大，和其他大型猫科动物比也一样。这让它能洞穿爬行动物身上披的壳，并采用一种罕见的杀戮方式：直接咬穿猎物双耳间的颅骨，给脑部致命一咬。
尽管围绕美洲豹及其身体部位开展的国际贸易遭到禁止，这种猫科动物仍屡遭杀害；当它们跟南美农场主及农民起冲突时更是难逃厄运。美洲豹的栖息地虽然减少了，却依然广阔。美洲豹历史上的分布状况，使得它们在由美洲当地诸多文化衍生的神话里占据突出的地位；这些文化包括：玛雅文化和阿兹特克文化。

## 词源
人们认为英语的“美洲豹（jaguar）”源自图皮语的“yaguara”一词，意思是“猎捕其他动物的野兽”。这个词很有可能是从亚马孙河周边的商贸语言图皮南巴语，演变为葡萄牙语单词“jaguar”，再走入英语世界的。西班牙语里，“美洲豹”被拼作yaguareté，词根eté的意思是“真”或“真实”。
英语的“豹（panther）”源于古典拉丁语的“panthēra”，后者出自古希腊语的“pánthēr (πάνθηρ)”。希腊语里，pan-(πάν)意味着“所有”，thēr(θήρ)代表“猎物”，合起来意思是“捕杀所有动物的猎手”。古代东方最先用这个词代表一类野兽，词的使用轨迹很可能是印度最先用，最后转入波斯，再到希腊。
这个词在墨西哥的西班牙语里有个别名叫el tigre。16世纪的西班牙人在当地语里找不到哪个词来代表“美洲豹”这种比狮小、比花豹大的动物，也没在旧大陆见过它，于是叫它“虎”。这是因为他们通过罗马人的文字和文艺复兴时期的流行文学，了解到这种动物的凶残。
“Onca”就是葡萄牙语里的“onça”，字母c原有的变音符因为印刷排字的关系消失了。英语中雪豹（拉丁名为Panthera uncia）被写成ounce，也是这个原因。英文中的“雪豹”源自拉丁语lyncea（“猞猁”的意思），字母l和定冠词缩合（意大利语是lonza，古法语拼作l'once）。

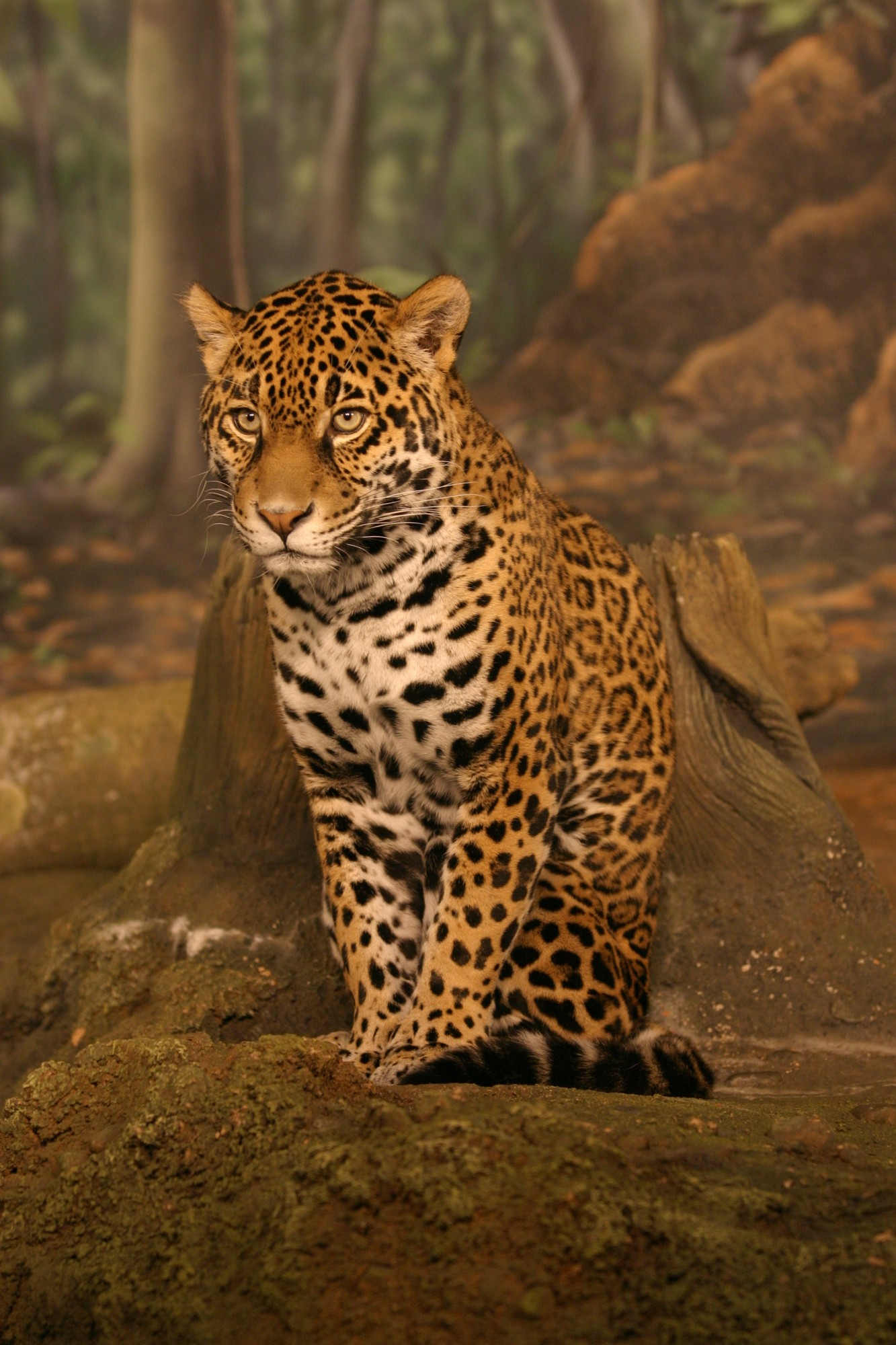
在密爾瓦基县動物園中的美洲豹

## 演化
美洲豹是豹属动物在新大陆上现存的唯一成员。脱氧核糖核酸（DNA）分析结果表明：狮、虎、花豹、美洲豹、雪豹还有云豹拥有共同的祖先，这一科动物的发展历经600到1000万年；化石记录却指出，豹属动物的出现只是200万到380万年前的事。人们认为豹属动物是在亚洲演化形成的。美洲豹则被认为是在距今至少150万年以前，从豹属动物的共同祖先里分化出来，它们在更新世早期，通过曾横亘白令海峡的白令陆桥，进入美洲大陆。对美洲豹的线粒体DNA做分析发现，这一物种的进化发生在28万到51万年前。
系统发育研究已广泛证明，云豹（拉丁名：Neofelis nebulosa）是这个族群中的基群。围绕其余分支地位展开的研究，尚未得出统一结果，也未得到有效确认。
英国动物学家雷金纳德·英尼斯·波科克根据形态学上的证据，得出结论——美洲豹和花豹的关系最密切。然而，人们根据DNA方面的证据，并未得出最终结论；不同研究中，美洲豹和其他物种的关系也存在差异。从灭绝了的豹属物种的化石，如欧美洲豹（拉丁名为Panthera gombaszoegensis）和美洲拟狮（拉丁名为Panthera atrox）的化石可以看出，它们兼具了狮和美洲豹的特点。

## 分类
1758年，卡爾·林奈在他的著作《自然系統》描述了美洲豹並將其學名以二名法命名為Felis onca。
19世纪和20世纪，多个美洲豹模式标本让人们有了描述该生物亚种的依据。1939年，雷金纳德·英尼斯·波科克通过追寻这些标本的地理起源、观察颅骨形态，识别出8个亚种。波科克缺乏充足的动物标本，无法很好地评估这些亚种的状态，却表示自己对几个亚种的状态存有疑虑。人们之后对他的工作再作思考后认为，识别出的亚种只有三个。对“P. o. palustris”的描述是基于一块化石颅骨作出的。《世界哺乳动物物种》作者，在列出9个亚种和P. o. palustris或称P. o. paraguensis时，把两者区隔开来。
形态学或基因学研究结果表明，美洲豹南北种群存在渐变群差异，但没有证据显示亚种间有差别。随后更细致的研究，对先前预期的哥伦比亚美洲豹种群的结构作出确认。
《自然保护联盟濒危物种红色名录》的物种评估员，以及猫科动物专家组负责猫科动物分类任务的团队，认为所有美洲豹亚种均不作数。
| 之前认可的亚种 | 分布地区 | 图片 |
| --- | --- | ---- |
| - P. o. onca（林奈，1758年） - 秘鲁美洲豹（P. o. peruviana）（德·布兰维尔，1843年） - 潘塔纳尔美洲豹（P. o. palustris）或巴拉圭美洲豹（P. o. paraguensis）（纳尔逊和高曼，1933年）                                               | 南美洲：从委内瑞拉出发，途径亚马逊雨林，秘鲁海岸，马托格罗索州和南马托格罗索州的潘塔纳尔地区，巴西，顺着巴拉圭河，抵达巴拉圭和阿根廷东北部 |      |
| - P. o. hernandesii（格雷，1857年） - 中美洲美洲豹（P. o. centralis）（默恩斯，1901年） - 美国亚利桑那州美洲豹（P. o. arizonensis）（高曼，1932年） - P. o. goldmani（高曼，1932年） - P. o. veraecrucis（纳尔逊和高曼，1933年） | 中北美洲：哥伦比亚、危地马拉、伯利兹、萨尔瓦多至尤卡坦半岛、墨西哥，以及美国亚利桑那州南部。                                               |      |

## 特点
美洲豹这种动物不但结实，肌肉也发达，是新大陆上最大的猫科动物，也是中南美洲最大的食肉类哺乳动物，體型僅次於獅子、老虎。它们的体型、体重差别很大：体重通常在56—96（123—212磅）。有记录的、体型较大的雄兽，体重158（348磅）上下（与母虎或母狮体重相当；但值得注意的是，称重时那只动物的胃部是鼓的）。体型最小的雌兽只有36（79磅）。雌兽通常比雄兽小10%到20%。从鼻端到尾根部测长度，这种猫科动物体长1.12至1.85米（3.7至6.1英尺）。尾巴是所有大型猫科动物中最短的，45至75 cm（18至30英寸）。腿也不长，和体重近似的小老虎、小狮子比短得多，但腿粗而有力。美洲豹站立时肩高63至76 cm（25至30英寸）。美洲豹与毛色接近的花豹比，更大更重、更矮更壮。
发现的情况表明，不同地区、不同栖息地的美洲豹，体型存在进一步的差异；体型往往沿北向南的方向变大。在墨西哥太平洋海岸的查梅拉•库伊克斯马拉生物圈保护区，对美洲豹作的一项研究表明，它们的體重平均約為50（110磅）左右，相当于一只雌性美洲狮的大小。委内瑞拉和巴西的美洲豹大得多，雄性体重平均95（209磅）左右，雌性的平均体重大约在56—78（123—172磅）。巴西潘塔纳尔湿地中，雄性年长的美洲豹，重136公斤（300磅）或超过这一重量的并不罕见。那里的美洲豹拥有着最重的记录，有一头清空胃部后重达148公斤（326磅）。森林里的美洲豹毛色往往更暗、也比那些在开阔地带发现的小得多。这可能是因为森林里沦为猎物的大型食草动物更少的缘故（潘塔纳尔湿地就位于一片开阔湿润的盆地）。
矮短粗壮的四肢使得美洲豹很擅长攀爬、匍匐和游泳。它们头部结实、下颌力量极其强大，咬力在所有猫科动物中排第三，仅次于虎和狮。体重100（220磅）的美洲豹，犬齿施加的咬力达503.6 kgf（1,110 lbf），裂肉齿槽施加的咬力达705.8 kgf（1,556 lbf）。这种力量上的适应性改变，使美洲豹的牙能贯穿龟壳。在一项比较研究中，研究者按体型调整研究对象的咬力，最终把美洲豹和云豹评为咬力最大的猫科动物，超越了虎和狮。有报道称，“一只美洲豹能凭借下颌力量，拖着一头800磅（360）的公牛走25英尺（7.6米），还能把最重的骨头给磨成粉”。美洲豹可在茂密的灌木丛中捕食重达300公斤（660磅）的野生动物，它们矮短粗壮的体格也是根据猎物和环境作适应性调整后的结果。
美洲豹毛皮的底色通常为黄褐色，但身体大部分区域也可呈现红棕色。腹部却呈白色。这种猫科动物栖居的森林光影斑驳，它们周身的玫瑰形斑纹是很好的伪装。每只美洲豹身上的花斑都各不相同：玫瑰形斑纹理可能有一个或多个斑点，斑点形状不一。头部和颈部的斑点通常是实心的，尾巴上的也是。在这些区域，点有可能形成一条色带。
虽说美洲豹酷似花豹，但更矮、更壮，也更重。可以通过比较玫瑰形斑纹，将两种动物区分开来：美洲豹身上的玫瑰形斑纹更大、更少，往往也更黑，斑纹轮廓线条更粗，当中有小斑点，这是花豹没有的。美洲豹与花豹比，头更圆、更短，四肢更粗壮。

### 毛色差异

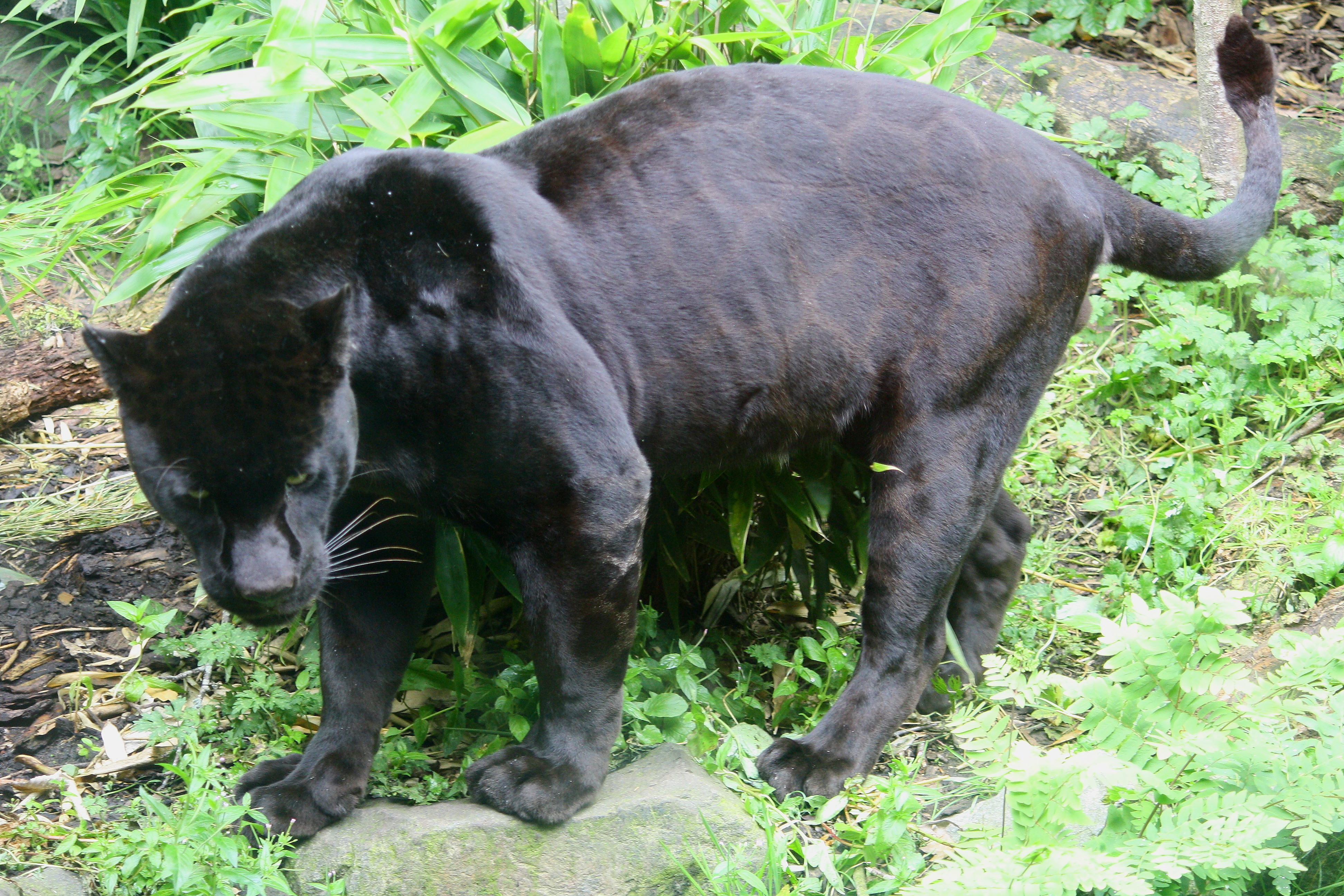
圖中的黑豹是得了黑化症的美洲豹，約有6%的美洲豹為黑豹

这一物种毛色多样。黑化症往往使它们接近黑色。患黑化症的美洲豹通体黑色，但细看仍看得出斑纹。
黑化的毛色不像带斑点的毛色那样常见，但仍在美洲豹中占百分之六左右。基因突变率存在几个数量级的差距。因此，该现象得到自然选择理论的支持。一些证据指出，黑化症等位基因是显性的。黑色形态或许是体现杂合子优势的一个例子；尚无确凿证据表明，将该物种囚禁哺育会导致这种结果。患黑化症的美洲豹（又称“黑”美洲豹）主要分布在南美洲部分地区，北美洲亚热带和温带地区生活的野生种群中，几乎没听说有这类成员；墨西哥特万特佩克地峡以北，也从没有这方面的记载。
就像别的大型猫科动物一样，美洲豹也会患白化症；患白化症的个体极为罕见，有时被称为白豹；就像野外发生白化的频率一样，自然选择使得白化概率和发生基因突变的概率一样低。

## 分布及栖息地

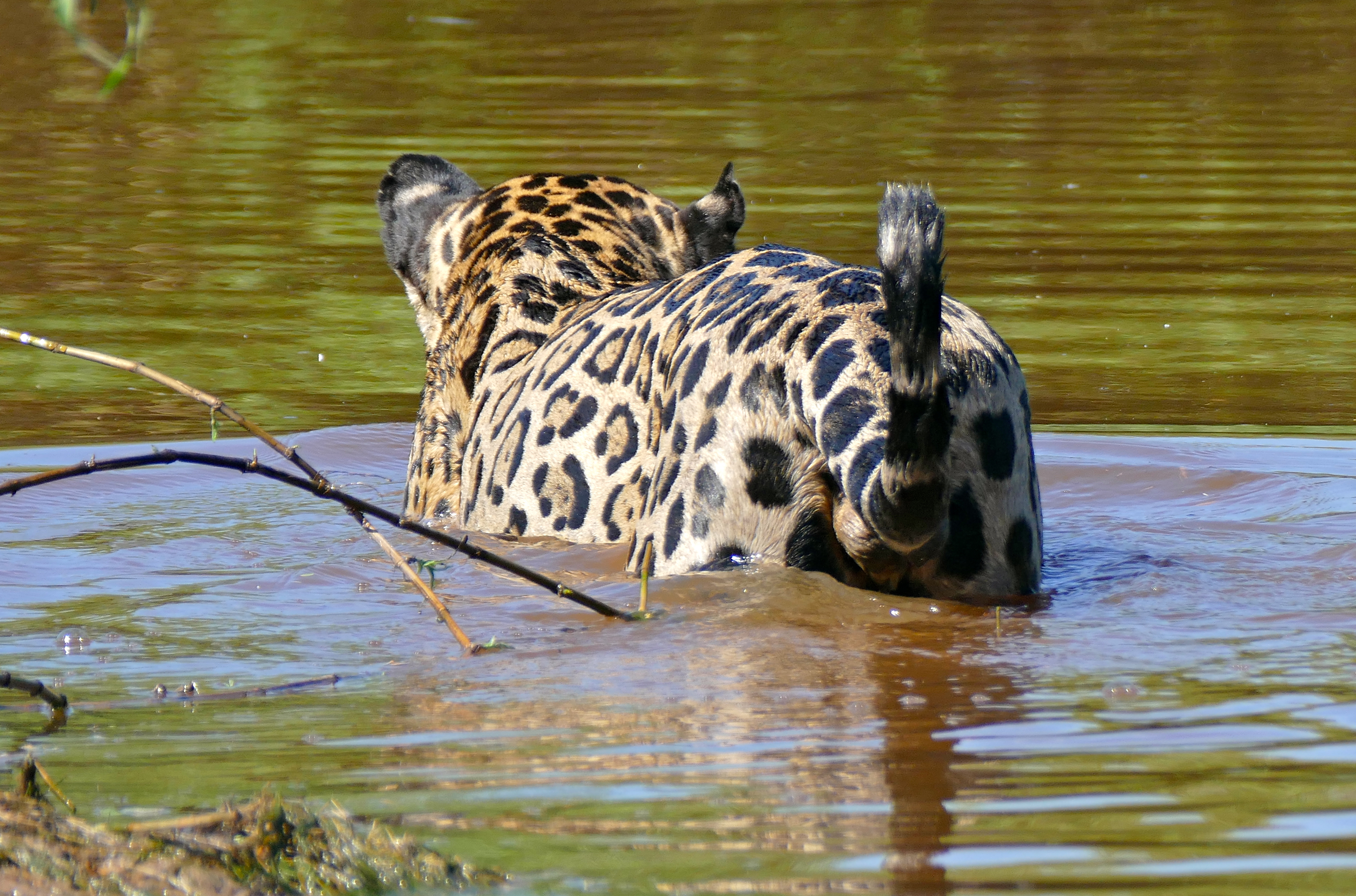
美洲豹棲息於林地與開闊區域中，特別偏好有水體的地區

美洲豹目前的领土从墨西哥出发，经中美洲，抵达南美洲；其中包含巴西与亚马逊盆地交织的大片地区。领土囊括的国家有：阿根廷、伯利兹、玻利维亚、哥伦比亚、哥斯达黎加（尤其是该国的奥萨半岛）、厄瓜多尔、法属圭亚那、危地马拉、圭亚那、洪都拉斯、尼加拉瓜、巴拿马、乌拉圭、秘鲁、苏里南、美国，以及委内瑞拉。该物种目前已在萨尔瓦多和乌拉圭绝迹。
自从美洲豹这一猫科动物于更新世期间跨越白令陆桥来到美洲后，便定居下来。现代美洲豹的直系祖先是更新世北美洲美洲豹，体型比当代美洲豹大。伯利兹400平方公里的卡克斯康伯盆地野生动物保护区、墨西哥5300平方公里的锡安卡恩生物圈保护区、秘鲁近15000平方公里的马努国家公园，巴西约26000平方公里的欣古国家公园，还有其他许多保护区，都有这一物种的身影。
之所以把美国包括进来，是因为人们偶尔在该国西南部，特别是亚利桑那州、新墨西哥州和德克萨斯州见过美洲豹，儘管這些區域是另一大型貓科動物美洲獅的主要棲地。20世纪早期，美洲豹的栖息地，往北延伸至科罗拉多大峡谷，往西延伸至南加利福尼亚州。美洲豹在美国是受《濒危物种法案》保护的物种，该法案已禁止人们为获取毛皮枪杀这种动物。亚利桑那州的狩猎向导和负责野生动物工作的官员，于1996年和2004年之后，在该州南部拍到过美洲豹的照片，或做过文字记述。2004至2007年，亚利桑那州南部、布宜诺斯艾利斯国家野生动物避难所附近的研究人员报告，发现两三头美洲豹。其中一只被称为“雄兽B”，它曾于1996年在该地被拍到过。任何一个物种想在美国长久繁衍下去，有三点至关重要：保护它们免遭杀戮、确保栖息地猎物充足、与墨西哥裔居民搞好关系。2009年2月，一头重53.5（118磅）的美洲豹在亚利桑那州的图森被捕获，安上无线电项圈后被放归野外。它被捕获的地点，比人们先前以为的美洲豹最北栖息地更北；这也表示，亚利桑那州南部或许存在美洲豹长期繁育的种群。这只动物的身份随后得到确认，它其实就是2004年被拍到过的雄性美洲豹（“雄兽B”）。2009年3月2日，“雄兽B”再度被捕获，在被发现患有肾衰竭后，接受了安乐死。人们认为这只动物有16岁，年龄超过了所有已知的野生美洲豹。
美墨边界围栏按当前提案修完后，不仅会降低与墨西哥种群之间的基因流动性，还会阻碍物种进一步向北扩张，从而减小了所有目前在美国栖居的种群的生存几率。

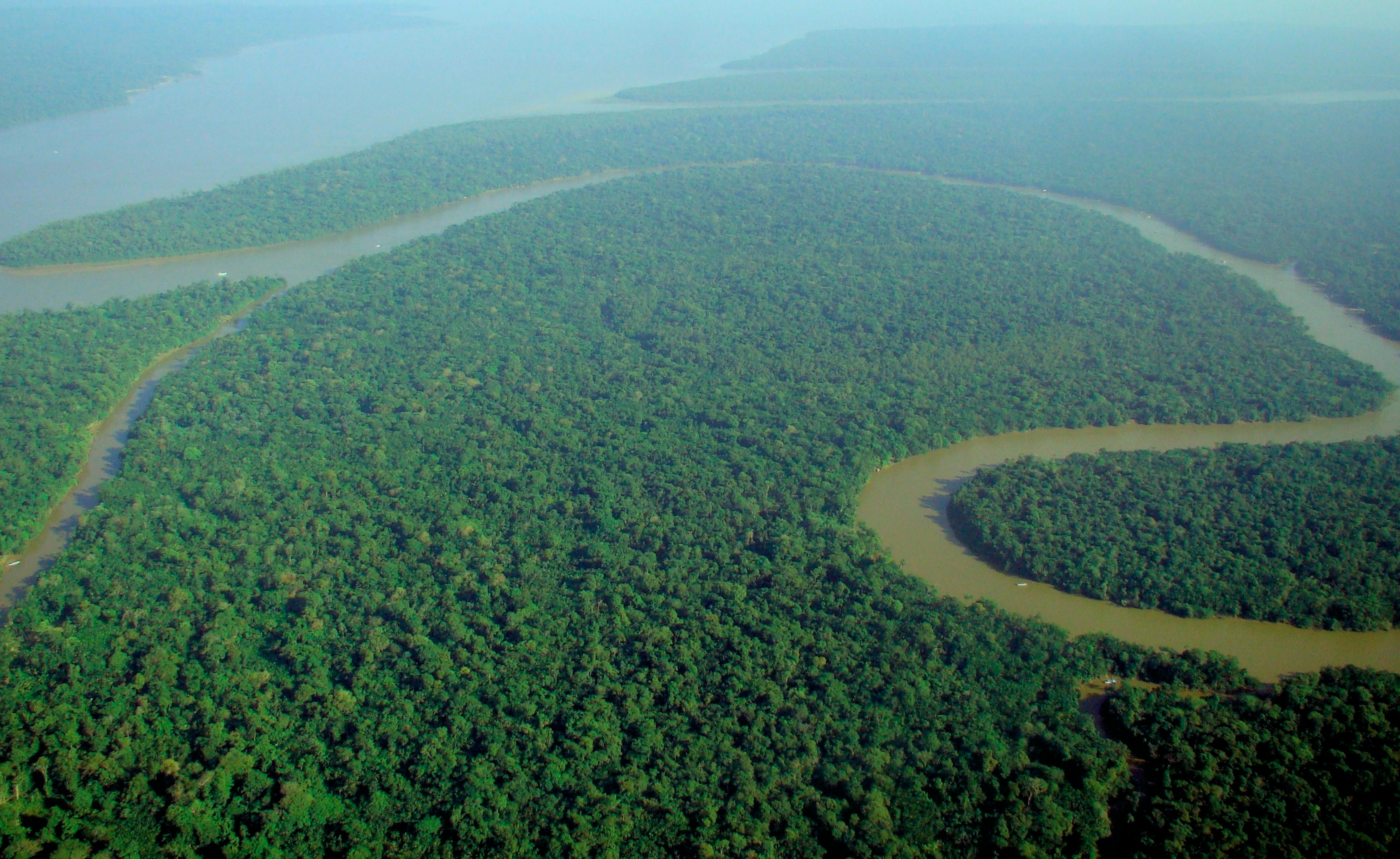
美洲豹的棲息地亞馬遜雨林

历史上，这一物种的分布范围曾涵盖美国南部半数区域，并向南延伸很远，囊括南美大陆的大部分地区。总体上看，它的北部栖息地向南后撤了1,000 km（620 mi）；南部栖息地向北后撤了2,000 km（1,200 mi）。美国发现过冰河时期美洲豹的化石，时间可追溯到4万至11500年前，一些化石出现在密苏里这样北面的重要地区。化石证据显示，美洲豹最重190（420磅），比这种动物现代的平均体型大得多。
这种猫科动物的栖息地包含：中南美洲的雨林、爆发季节性洪水的开阔湿地和干草原。这些栖息地中，美洲豹对茂密的森林偏爱有加。这类猫科动物已经以最快的速度丧失在阿根廷潘帕斯低地、墨西哥干旱草原、美国西南部等更干燥地区的栖息地。它们的分布遍及热带和亚热带森林，以及干旱落叶林（其中包括：美国历史上出现过的橡树林）。美洲豹喜欢住在河流、沼泽旁边，或是浓密的雨林中；密林的掩护有助于它们追踪猎物。有人曾在海拔3800米的高度发现过美洲豹，但它们通常不会栖居在高山，墨西哥中部的高原或安第斯山脉中也找不见它们。美洲豹偏爱的栖居地往往是沼泽和有树的地方，不过也有些住在灌木丛林地区和沙漠。

## 生态作用及行为

### 生态角色
成年美洲豹属于顶级掠食者，这意味着：它在野外，处于食物链顶端，不会沦为猎物。但有時因領地狩獵區有其他頂級掠食者闖入如黑凱門鱷或森蚺而發生衝突，後兩者也有單獨殺死美洲豹的能力。这种顶级猫科动物能通过控制诸如食草或食腐哺乳动物等猎物的种群水平，维持森林系统的结构完整性；所以美洲豹也被定义为基石物种。不过准确界定美洲豹这类物种对生态系统起的作用有难度，因为必须同不存在该物种的地区数据，以及该物种当前栖息地的数据作比较，同时控制人类活动的影响。人们认可这样一个事实，即：中等大小的猎物在基石捕食者缺失的情况下，种群数会增加；基石捕食者被假想具有负向级联效应。但野外工作表明，这种情况或许属于自然变异，种群数也可能不会一直增加。因此，不是所有科学家都接受基石捕食者的假说的。
美洲豹也对其他掠食者起着影响。美洲豹和美洲第二大猫科动物美洲狮，往往是同域分布的（即相关物种的领地交叠），两者也往往被合起来研究。美洲狮若同美洲豹同域分布，体型就比平常的小，也小过当地美洲豹。美洲豹倾向于猎捕更大的猎物，猎物往往超过22（49磅）；美洲狮的猎物更小，通常在2、22（4.4、48.5磅），这也让美洲狮体型小了下来。这种情况对美洲狮来说可能具有优势。美洲狮的猎物生态位更宽，这涵盖了它捕食更小猎物的能力，这有可能让它在被人类改造的土地上生活时，比美洲豹更有优势。尽管两者都被界定为近危物种，但美洲狮目前分布广得多。

### 繁殖和生命周期

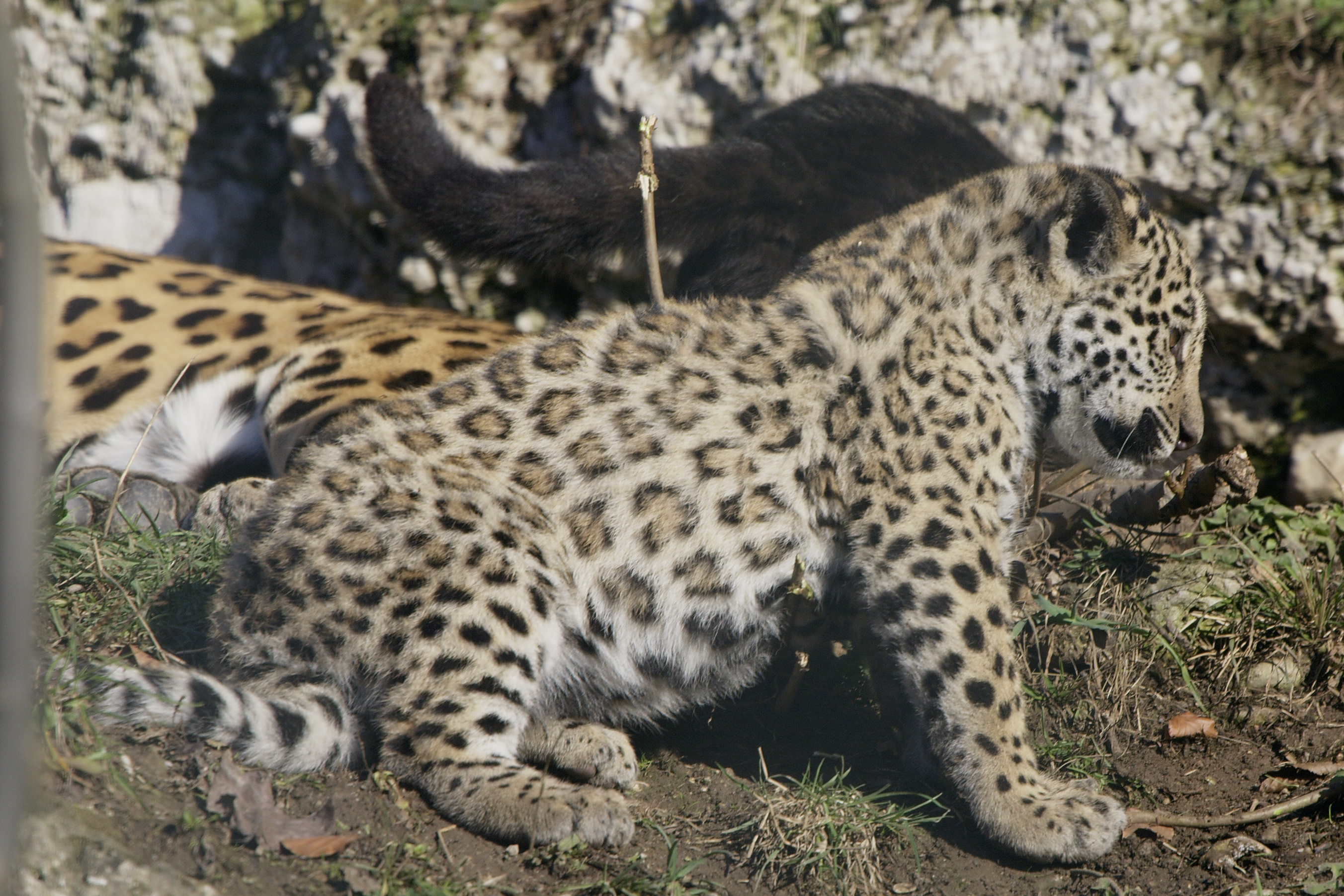
薩爾茨堡動物園的4個月大美洲豹幼崽

雌性美洲豹大约两周岁时性成熟，雄性性成熟的时间为三、四岁。人们认为这种猫科动物在野外全年均可交配，而它们的分娩次数可能会在猎物充沛时增加。对于被囚禁雄性美洲豹作出的研究，为它们全年都可交配的假说提供了证据；它们的精子特征和射精品质不会随季节波动；研究还发现，被关美洲豹的繁殖成功率低。将37天作为一个完整周期，雌性发情期为6至17天；雌兽通过做尿味标记、叫得更响，来宣告自己做好了繁殖准备。雌雄美洲豹求偶阶段游走的地区比平时更广。
伴侣交配后分道扬镳，雌兽全权承担养育职责。妊娠期93至105天；雌兽最多产四只幼崽；最普遍的情况是产两只。考虑到可能出现杀婴行为，雌獸在产下幼崽后无法容忍任何成年雄兽接近身邊的；人们也在虎身上发现了该行为。
幼兽初生时，什么也看不见，两周后看清事物。幼崽三个月后断奶，但会在出生的巢里待六个月，直到能陪母亲狩猎为止。它们会再在母亲身旁一到两年，之后离开，自己建领地。年轻公兽起初四处游走，与比它们大的美洲豹相互争抢，直到成功宣布自己拥有某片领地的主权。据估计，野生美洲豹的寿命一般在12到15年左右；圈养美洲豹最长活到23岁，跻身最长寿猫科动物之列。

### 社会活动

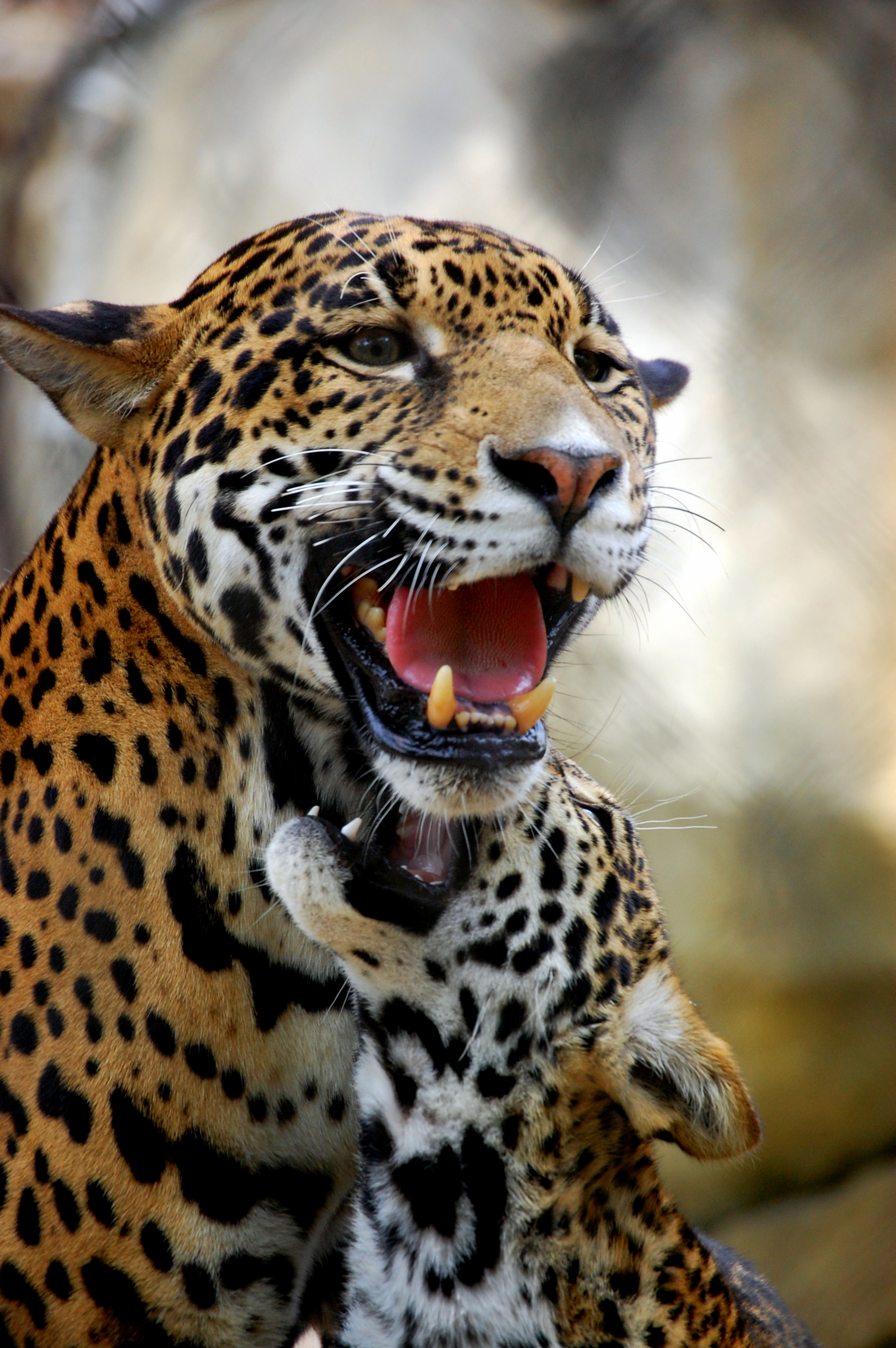
美國德克薩斯州韋科卡梅倫公園動物園的美洲豹

美洲豹和大多数猫科动物一样，在野外形成母兽单独哺育幼兽的组合。成年美洲豹往往在求偶或交配时才见面，但在一些趣闻轶事中曾有人表示，看见过为数不多、美洲豹之间不以求偶为目的的社交行为。美洲豹也会为自己打拼出辽阔疆土，雌兽的疆域在25到40公里，可能相互重合，但通常彼此选择避让。雄兽的疆域大约是雌兽的两倍，疆域大小随猎物和空间而变化，并且不会重叠。一头雄兽的领地内可以容纳几头雌兽的领地。美洲豹通过抓痕、尿液和粪便标记领地。
美洲豹像其他大型猫科动物一样会咆哮，并以这种方式警告想与自己争夺领地或交配权的对手离开；野外曾听到过美洲豹之间发出一连串密集的呼喊，相互回应。它们的咆哮听着往往像一串串咳嗽声；它们还可以喵喵叫或咕噜噜叫。雄兽之间会为交配而战，但很罕见；人们在野外见过美洲豹规避剑拔弩张局势的行为。冲突通常是为争抢领地，一头雄獸的地盘上有可能同時住着两三头雌獸，但无法容忍其他成年雄兽入侵。
美洲豹常被描述成夜行性动物，但更确切的说，它们在晨昏时最為活跃。美洲豹不论雌雄，都會進行狩猎，但因為雄兽的领地更大，所以會走得都比雌兽远。有猎物的时候，美洲豹在白天也可能會進行狩猎。與其他大型貓科動物相比，美洲豹相对活跃，約有50%到60%的时间都处于活跃状态。
因為美洲豹天性神出鬼没，加上难以深入牠们的栖息地，所以連看见这种动物都很有难度。因此對美洲豹進行研究就困難得多了。

### 猎食

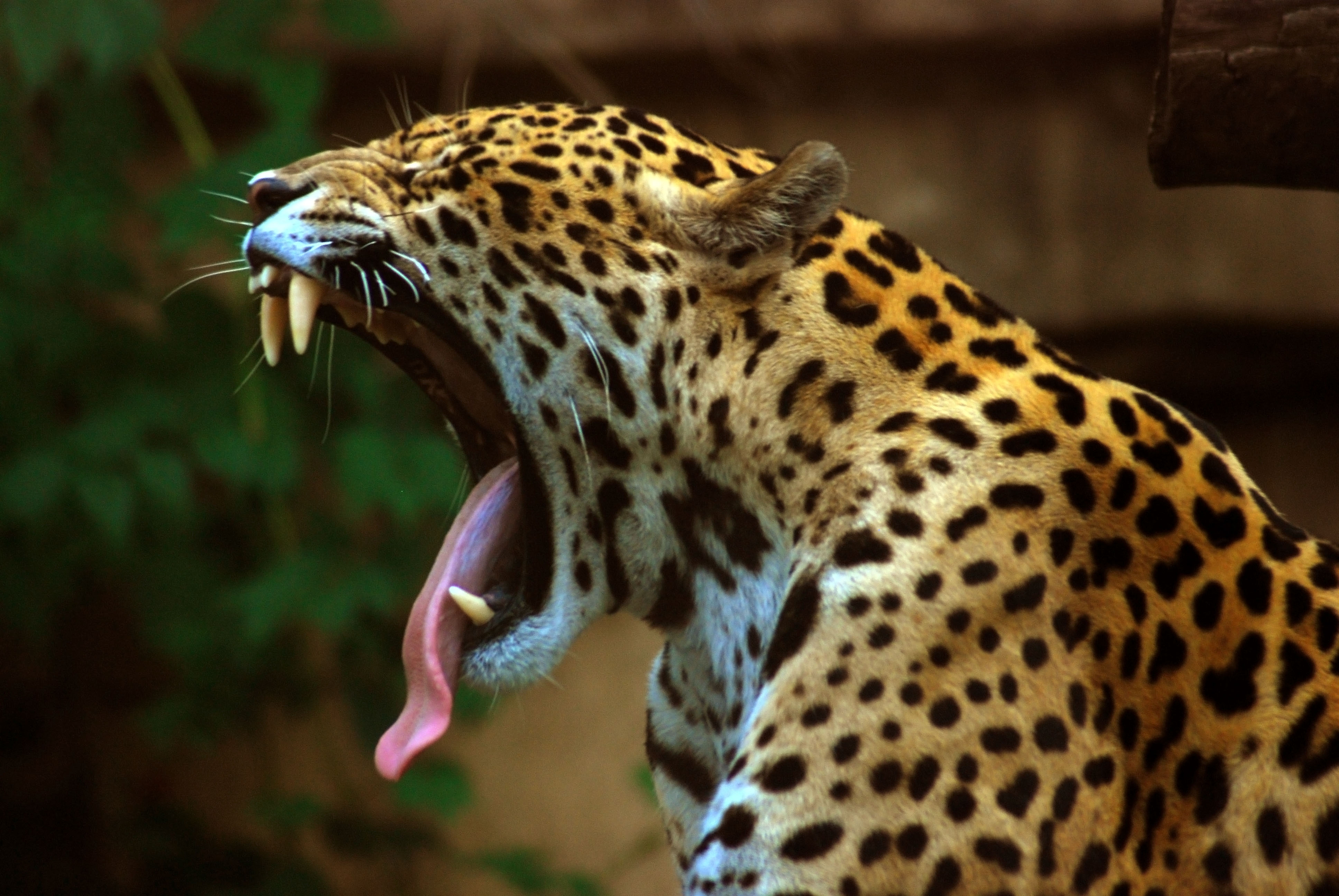
美洲豹具有十分強大的咬合力，用來咬穿獵物堅硬的甲殼

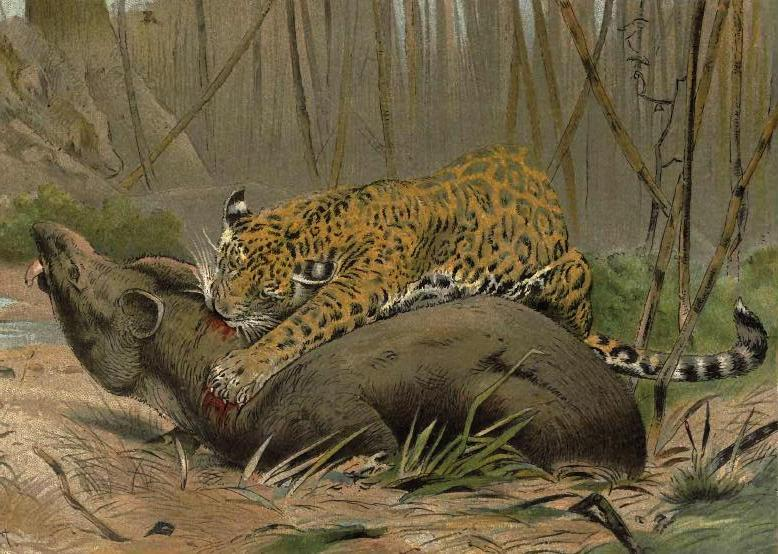
美洲豹獵食貘的繪圖

和所有猫科动物一样，美洲豹是一種純粹的肉食动物，只吃肉。它属于投机取巧的猎手，食谱至少囊括87个物种。实际上，美洲豹能捕食中南美洲找得到的任何一种陆地或河岸地区的脊椎动物，但更喜欢大型猎物。它们在饮食方面与自己旧大陆的表亲们相比，吃的更杂：美洲热带区域，小动物们的多样性高，大型有蹄类却数量较少、多样性较低，这是美洲豹亚属动物喜欢的。它们通常猎食凯门鳄、鹿、水豚、貘、西猯科动物、狗、伪狐属动物，有时甚至捕食水蚺。不过，这种猫科动物也会吃任何捉得到的小型物种，包括：蛙類、小型囓齒目及豪豬、鸟（主要是凤冠雉科这类生活在地面的鸟）、鱼、树懒、猴，还有龟。举例来说，在伯利兹卡克斯康伯盆地野生动物保护区做的一项研究表明，当地美洲豹的食谱主要包括犰狳科动物和无尾刺豚鼠。有些美洲豹还猎食家畜。美国为数不多被报道的美洲豹中，有一只名叫“首领”，人们还发现它捕食过美洲黑熊。人们在它粪便中找到毛发，并在一具黑熊被部分消化的尸体上发现颅骨处明显有美洲豹咬穿的痕迹，从而得出这项推论。这表明，美洲豹或许在黑熊还在那片地区时猎捕过黑熊。人们还知道，眼镜熊会躲避美洲豹，这可能是因为它们偶尔也会沦为对方的猎物。
有证据表明，野外的美洲豹会啃食卡皮藤的根。
虽说美洲豹也常采用其他豹属动物那样的技巧，深深咬住对手喉部或使其窒息，但有时也会采用一项独门必杀技：直接用犬齿洞穿猎物（尤其是水豚）双耳间、颅骨处的颞骨，贯穿大脑。这有可能是为“破开”龟壳做的适应性调整；龟这类带盔甲的爬行动物在更新世晚期物种大灭绝后，就可能成为美洲豹大量捕食的猎物。咬穿颅骨的做法在捕食哺乳动物时被专门采用；面对凯门鳄这类爬行动物时，美洲豹会跳到猎物背上，切断颈椎，让猎食对象动弹不得。包括平均重约385公斤（849磅）的大型棱皮龟在内的海龟，会尽量把巢安在海滩上；美洲豹攻击它们时，会咬对方的头，往往会把这类猎物的脑袋给咬下来，再拖走吃掉。传闻说，美洲豹在捕杀马时，会跳到它们背上，一只爪子按住马的口唇，另一只按在后颈上，然后用力扭，造成颈部错位。在当地人的奇谈轶事里，美洲豹在猎捕一对绑着的马时，会先杀掉一只，再在另一只还活着、有意识的情况下，把死马和活马一起拽走。像狗这样小一点的猎物，抬爪朝颅骨一挥就能解决掉了。
美洲豹尾随伏击猎物，而不追捕它们。这种大猫会沿林道缓慢行走、聆听并尾随猎物，然后猛冲或发起伏击。美洲豹会凭借掩护发动攻击，还往往选择狩猎对象的盲区，快速扑向对方。无论是当地人，还是野外研究人员都认为，这一物种的伏击能力在动物王国所向无敌，也可能因为这样，它成了不同环境中的顶级掠食者。伏击有可能包括：尾随猎物跳入水中，因为美洲豹很会边游泳，边大开杀戒。它力大无比，能把小母牛大小的动物尸体拽上树，免遭洪水淹没。
美洲豹一杀死猎物，就将尸体拖到灌木丛或别的隐秘场所。它们先吃颈部和胸部，而不是上腹部。先吃心、肺，再吃肩部。据估计，一只最最轻、体重34公斤（75磅）的美洲豹，一天要吃1.4公斤（3.1磅）的食物。圈养美洲豹体重50至60公斤（合110至130磅），建议每天多喂2公斤（合4.4磅）肉。野外，消化自然更不规律；野生动物将大把精力花在捕杀猎物上，它们一顿最多可以消化25公斤（合55磅）肉，接着会饿上段时间。

#### 吃人
美洲豹和其他豹属物种不同，极少袭击人类。不过，随着人类越来越多地侵占它们的栖息地，随着猎物数量的减少，美洲豹攻击人的情况呈上升趋势。有时，圈养的美洲豹会攻击动物管理员。此外，过去，美洲豹攻击人的情况似乎更普遍，至少西班牙征服者到达美洲后是这样的。当时，美洲豹在美洲，就像旧大陆的狮、虎一样，令人闻风丧胆。可即便在那个年代，美洲豹主要的猎物还是水豚，而不是人。查尔斯•达尔文在报告中记录了美洲原住民的一种说法——只要水豚数量充足，人们就不用很怕美洲豹。甚至還可在水中突擊捕獵岸上的凱門鱷（页面存档备份，存于）。美洲豹也有吃腐肉的習性。

## 威胁

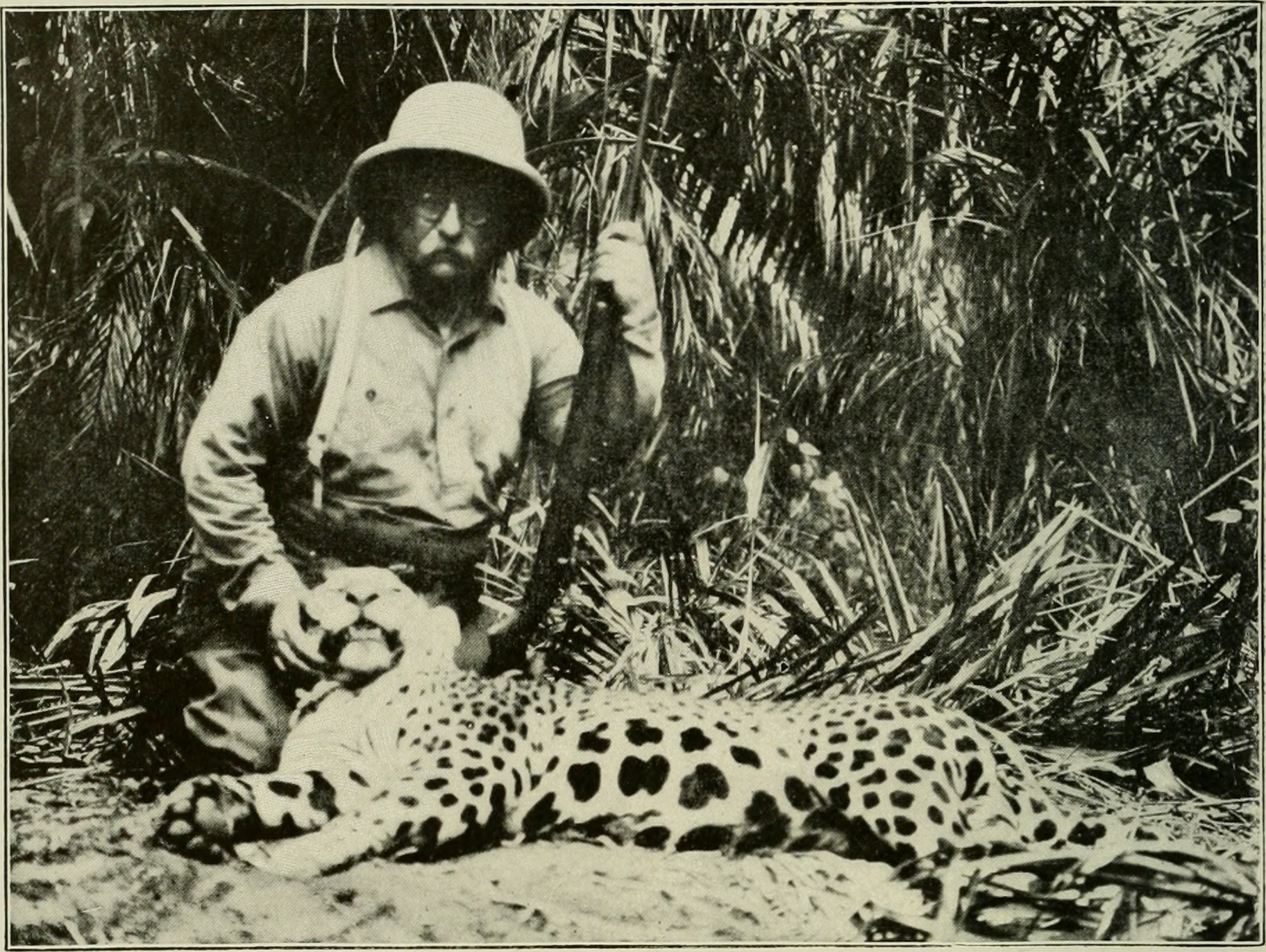
一頭遭狄奧多·羅斯福獵殺的美洲豹

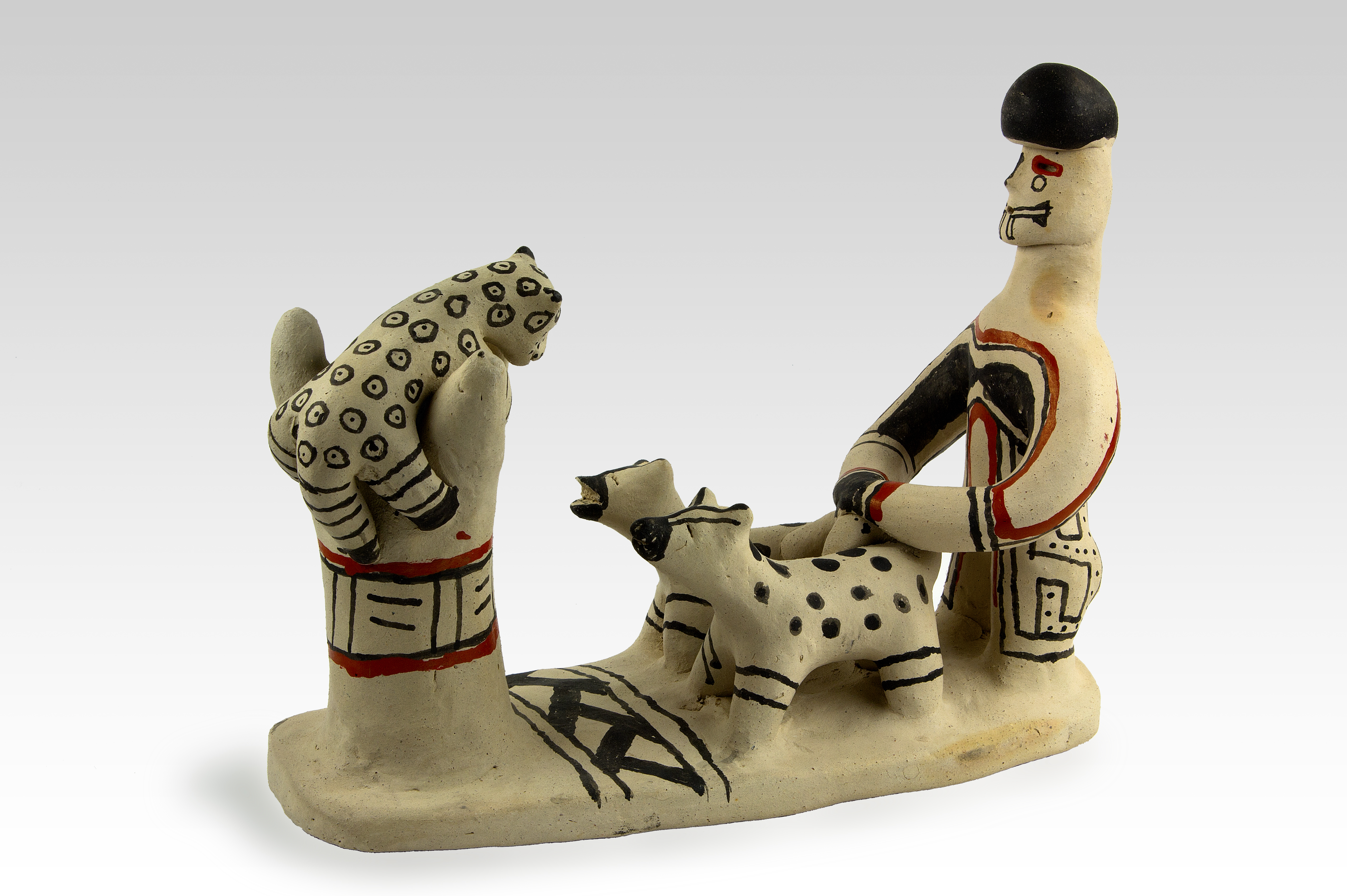
圖盧茲歷史博物館所展出的文物，呈現了獵人帶領獵犬狩獵美洲豹的情境

現今在野外美洲豹种群数量正在锐减。国际自然保护联盟将这种动物列为近危物种，这意味着它在不久的将来可能面临灭绝的危险。导致这种态势的原因是：它们丢失了部分疆土，这包括：它们原先在北部的领地确确实实减少了，剩下的疆土也越来越支离破碎。20世纪60年代，美洲豹数量减少得特别显著，每年有15000多张美洲豹的皮被带出巴西与亚马逊盆地交织的地区；1973年，《濒危野生动植物种国际贸易公约》出台后，毛皮贸易大幅减少。人们在国际野生生物保护学会作出预言后，展开细致工作，结果显示：该物种丢失了原先37%的疆域；另外18%的疆域状态不详。更令人感到鼓舞的是，美洲豹在剩余疆域，尤其是亚马逊盆地和周边的格兰查科以及潘塔纳尔湿地，长期生存的可能几率被认为高达70%。
美洲豹面临的主要风险包括：美洲豹栖息地的森林被砍伐；与人类争夺食物，特别是在干旱和不毛之地争夺食物的频率增加；偷猎；北部疆域的飓风；还有农场主的行为。农场主往往在美洲豹捕杀家畜后杀死这种猫科动物。情况表明：美洲豹调整适应了猎物后，将牛作为自己一类主要食物。虽说为放牧清理土地的做法是该物种面前的一个问题，但当牛被首度引入南美洲时，美洲豹种群数可能攀升过，因为这种动物曾把牛群作为新猎物并从中获益。由于美洲豹贪恋家畜，农场主雇来全职猎手，捕杀它们。
数十年来，毛皮贸易商一直很看重野生猫科动物和其他哺乳动物的皮。从20世纪初开始，人类大量猎捕美洲豹，多度捕杀加上栖息地被毁导致美洲豹数量减少，也使得猎人和贸易商到了20世纪60年代，将重心逐渐转向更小的物种。二战末到20世纪70年代，经济发展和制度的欠缺，使得围绕美洲豹的皮所展开的国际贸易空前繁荣。尽管非法贸易与贩卖仍是个问题，但从1967年起，相关规定开始被加入各国法律以及国际协议中，和美洲豹有关的国际贸易的报道也少了。交易数从1967年多达13000张皮，降至1969年的7000张皮；1976年以后，这种情况可以忽略不计了。这一时期，美洲豹皮的最大出口国是巴西和巴拉圭，最大进口国是美国和德国。

## 生态保护
美洲豹被列入《濒危野生动植物种国际贸易公约附录一》里，这表示，不得就它们或它们的任何部位展开各类国际贸易。在阿根廷、巴西、哥伦比亚、法属圭亚那、洪都拉斯、尼加拉瓜、巴拿马、巴拉圭、苏里南、美国和委内瑞拉，猎捕美洲豹都是被禁止的。在巴西、哥斯达黎加、危地马拉、墨西哥和秘鲁，猎捕美洲豹都受到约束。玻利维亚仍允许战利品狩猎的进行；美洲豹在厄瓜多尔和圭亚那不受保护，在美国的《濒危物种保护法》中被列为濒危物种。

### 美洲豹生态保护单元
由于美洲豹的活动范围跨越18个国家，各国政策规定有差别，对该物种的保护是项复杂的工作。2000年，围绕美洲豹生态保护的重要区域，即所谓“美洲豹生态保护单元”，被确立。这些面积广大的地区里居住着至少50头美洲豹。人们结合美洲豹及其猎物的情况，对各单元的大小、关联性、栖息地质量一一作出评估和衡量。这样，在36个地理区划确定了51个美洲豹生态保护单元，作为美洲豹生态保护的重要地区；它们包括：
- 墨西哥的西马德雷山脉
- 绵延经过墨西哥、伯利兹和危地马拉的塞尔瓦玛雅热带森林
- 洪都拉斯、巴拿马和哥伦比亚境内湿润的乔克—达里安森林
- 塞拉利昂德塔毛利帕斯山区
- 委内瑞拉平原
- 塞拉多以北和巴西境内的亚马逊盆地
- 阿根廷米西奧內斯省

近期研究强调，为了让这一物种延续下去，始终确保美洲豹基因库内的基因能进行良好的交换是很必要的；要做到这一点，美洲豹栖息地相互连接就很重要。为促成这件事，人们组建了一个名为“美洲豹巡游地”的新工程，将多个美洲豹经常出没的地区连接起来。
1986年，伯利兹建起卡克斯康伯盆地野生动物保护区，这是世上首个美洲豹生态保护区。
由于人们很难进入该物种的许多领地，尤其是亚马逊中心地带，估算美洲豹数量存在难度。研究人员往往会把重心放在特定的生物区，站在物种层面做的分析也就很少了。1991年，人们估计有600至1000只美洲豹生活在伯利兹（这也是总数最多的一年）。一年前，人们估计，墨西哥面积4000平方公里的卡拉克穆尔生物圈保护区内，生活着125至180只美洲豹；另有350只美洲豹生活在恰帕斯州。相邻的危地马拉玛雅生物圈保护区，面积15000平方公里；美洲豹数量可能在465至550只。2003和2004年的研究工作采用全球定位系统遥测技术，发现重要性很高的潘塔纳尔地区，每100平方公里只有六到七头美洲豹，这和采用传统手段测出的10到11头的结果形成对比，表明被广泛使用的采样方式有可能造成对这种猫科动物数量的估测虚高。

### 保护方式
另外，设立保护区时，周边地区往往是工作的焦点，因为美洲豹不可能把自己限定在某个保护区裡不出去；种群规模扩大时，它们就更不可能把自己局限住。在让保护区有效提供保护的问题上，人类对保护区周边地区抱的态度，以及防止偷猎的法律法规的设立，扮演着至关重要的角色。
人们为了估算特定区域内美洲豹种群的规模、跟踪个别美洲豹，广泛使用相机陷阱和野生动物跟踪遥测技术；在搜寻犬的协助下找到美洲豹的粪便，研究它们的健康和饮食情况也是可以的。目前保护工作的中心往往落在：教育农场主和促进生态旅游方面。美洲豹往往被界定为伞护种——它们的领土范围和栖息地要求涵盖了很广阔的领域；于是，它们如果得到保护，其他许多更小型物种的领土也就得到了保护。美洲豹这种能猎食的伞护种，从地形图上看，就像是“移动链接”。因此，生态保护组织清楚其他物种也将从中获益后，可以把重点放在为美洲豹提供能提供且相互关联的栖息地上。
人们正在开展生态旅游，让公众对美洲豹这类有魅力的动物产生兴趣，同时又能将创造的收入用作生态保护工作。在非洲做的评估已表明：生态旅游对非洲猫科动物的保护產生了帮助。和保护非洲大型猫科动物一样，人们对围绕美洲豹的生态旅游存在的一个主要担心在于，这一物种需要大片栖息地，因此如果采用生态旅游来帮助保护美洲豹的话，那就要考虑某些问题，比如：如何让目前的生态系统一直不受破坏，或者，如何让新的生态系统大到足以支持一个美洲豹种群在那裡繁衍下去。

### 美国的情况
1799年，托马斯•杰斐逊笔下的美洲豹，这种生活在美洲的动物，是北美洲本土唯一会咆哮的猫科动物。人们在亚利桑那州仍能偶尔见到“酋长”这样的美洲豹，这也促使当局采取行动保护它们。例如：2012年8月20日，美国鱼类及野生动物管理局建议，在亚利桑那州和新墨西哥州辟出838232英亩土地，作为美洲豹的主要栖息地。这块土地面积比罗德岛还大。

## 神话和文化

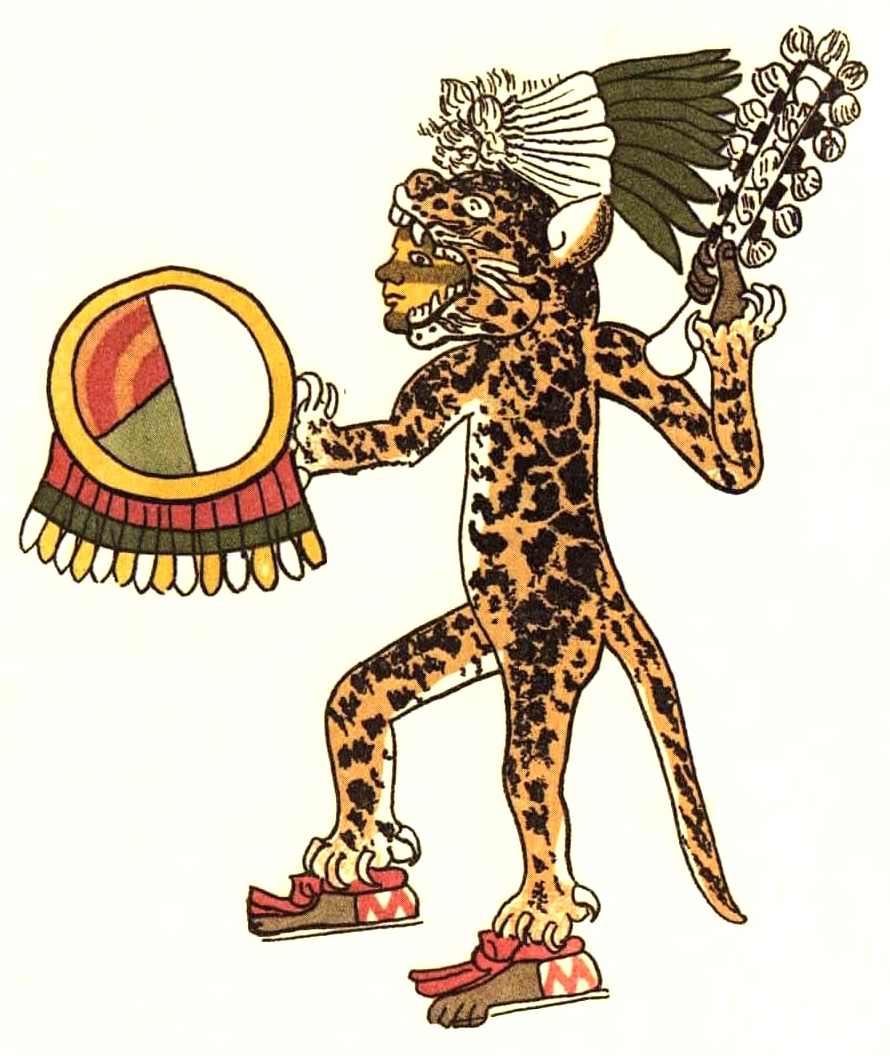
阿茲特克文化中的美洲豹戰士

### 前哥伦布时期的美洲豹
美洲豹在前哥伦布时期的中美洲和南美洲，象征着权力和力量。公元前900年，在安第斯的多种文化中，对美洲豹的热爱在早期的查文文化中播撒着，并于公元前900年被如今秘鲁的绝大多数人接受。秘鲁北部稍晚出现的莫切文化，在许多陶瓷制品中将美洲豹作为力量的象征。穆伊斯卡人生活在哥伦比亚与安第斯山脉交汇的凉爽的昆迪博亚森色高原上；他们的宗教将美洲豹视作一种神兽；人们身穿美洲豹皮举行宗教仪式。兽皮被拿去和生活在欧林诺基亚热带低地地区的人做交易。内梅克内（Nemequene）这位统治者的名字取自穆伊斯卡语言中的内梅（nymy）和克内（quyne），合起来是指“美洲豹的力量”。
中美洲的奥尔梅克文化，是墨西哥湾地区早期的一种几乎与查文文化同时出现的、有影响力的文化，在雕刻和小雕像上创造出一种极富特点的“美洲豹人”的图案，图案上的美洲豹或是人彰显美洲豹的特色。玛雅文化后期，美洲豹被认为既能促成活人和死者间的沟通交流，又能保护皇家宅院。玛雅人把这些极具力量的猫科动物看成自己精神世界的同伴，一部分玛雅统治者的名字里带有玛雅语系里“美洲豹”的意思（在不少玛雅语系里被念作“巴拉姆”，Balam）。“巴拉姆”在玛雅人的姓氏中仍很常见。奇拉姆·巴拉姆的名字里也有它的身影；这位具有传奇色彩的作家，对17、18世纪玛雅文化作了汇编记述，将许多重要知识保存下来。阿兹特克文明里同样有美洲豹的形象，它在其中代表着统治者和武士。阿兹特克人塑造了一群武士精英，也就是阿兹特克神话中的美洲豹骑士。人们认为，美洲豹是威力强大的神特斯卡特利波卡化身动物时的图腾。

### 当代文化
当代文化中广泛使用美洲豹的图案或名称。美洲豹是圭亚那的国兽，出现在该国国徽上。亚马孙省，哥伦比亚的一个行政区划，它的旗帜上就有一只黑美洲豹的身影，朝一位猎人扑去。美洲豹还出现在巴西雷亚尔的钞票上。也常出现在南美许多当代文化的神话传说里，往往被描绘成一种赐予人类原初之火的生物。
大量产品以美洲豹命名，最著名的就是英国一款以“美洲豹”命名的奢华汽车品牌——“捷豹”。美国国家橄榄球联盟的杰克逊维尔美洲豹队，还有墨西哥足球俱乐部基亚帕斯足球会（别名美洲豹）等运动特许经营权中，也用“美洲豹”命名。阿根廷橄榄球联盟徽章的上半部就是只美洲豹；不过因为有位编辑弄错了，该国国家队的别名成了“美洲狮”。墨西哥市1968年举办奥运会时，为纪念古代玛雅文化，将红色美洲豹作为第一个奥运官方纪念品。